# Hydraphaenops sobrarbensis
Hydraphaenops sobrarbensis is een keversoort uit de familie van de loopkevers (Carabidae). De wetenschappelijke naam van de soort is voor het eerst geldig gepubliceerd in 1987 door Lagar Mascaró et Hernando.